# Società di Educazione Fisica Virtus
La Società Educazione Fisica (SEF) Virtus è una società polisportiva di Bologna, tra le più antiche d'Italia.  Nata nel 1871, soltanto dieci anni dopo l'Unità d'Italia, è stata ed è tuttora un punto di riferimento dello sport bolognese. Nella sua lunga storia ha avuto sezioni dedicate alla maggior parte delle discipline sportive.
Il 13 dicembre 1967 a Roma, è stata premiata dal C.O.N.I. con la Stella d’Oro al merito sportivo. Nel 1974 ha ottenuto dal Presidente della Repubblica Giovanni Leone lo status di "ente morale". Nel 1998 il Presidente Oscar Luigi Scalfaro le ha concesso il Collare d'oro al merito sportivo.
Le sezioni attive della polisportiva sono: atletica leggera, baseball, calcio, ginnastica, pallacanestro, scherma e tennis.

## Origini

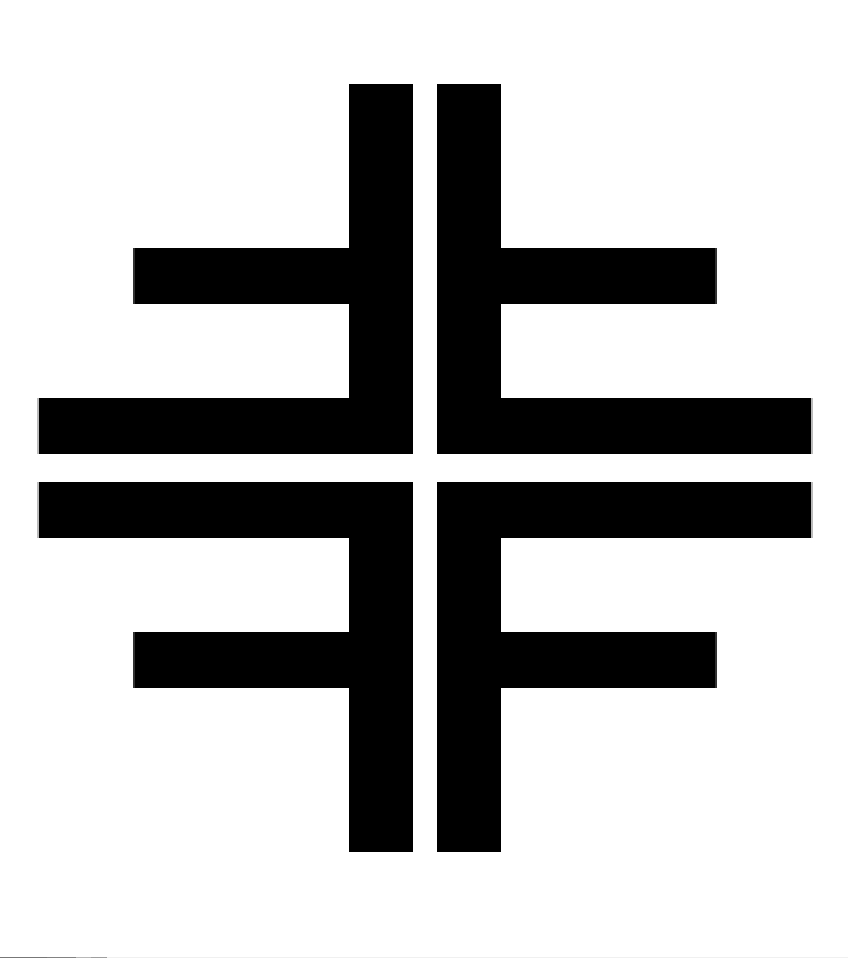
Le quattro "F" della SEF Virtus

La SEF Virtus nasce come Società Sezionale di Ginnastica in Bologna (il termine "ginnastica" allora indicava il gesto sportivo in genere ed aveva un significato più ampio di oggi) il 17 gennaio 1871, “sul far della sera”, per iniziativa di una manciata di persone tra cui figurava il medico e ginnasiarca Emilio Baumann.
Il primo simbolo scelto, che appare ancora nello stemma della società, accanto alla più celebre Vu nera, rappresentò le quattro effe disposte a croce romana, iniziali di Forte, Franco, Fermo e Fiero, che erano le quattro virtù che il buon ginnasta doveva possedere, un simbolo ispirato dalle teorie di Friedrich Ludwig Jahn.
Nel 1889 la compagine sociale inserì, per la prima volta, nella propria denominazione il termine Virtus, diventando Società Ginnastica Educativa Virtus. Il nome cambiò ancora in Virtus Gruppo Sportivo Bolognese nel 1920, in Società di Educazione Fisica Virtus nel 1922 ed in Virtus Bologna Sportiva nel 1935, fino al definitivo nome adottato dal 1945.
Negli anni le sezioni sportive della società si moltiplicarono, andando a coprire quasi tutte le discipline più popolari. Molte di queste non sono oggi più attive.

L'ex chiesa di Santa Lucia, palestra della Virtus dal 1873 al 1943

## Discipline

### Atletica leggera
La nascita della sezione di atletica è segnata ufficialmente nel 1899 sulle ali dell'entusiasmo provocato dai Giochi della I Olimpiade. In verità l'atletica è stato fin dall'inizio lo sport principe fondatore dell'anima virtussina. Bisogna ricordare che a quei tempi non esistevano le Federazioni e la Federazione Ginnastica Nazionale Italiana si occupava di molte discipline, tra cui quelle che oggi appartengono all'atletica leggera. Basti pensare che la prima manifestazione sportiva pubblica organizzata dalla Virtus di cui si ha nota (riportata sul giornale del tempo La Ginnastica) era essenzialmente una esibizione di atletica: una "marcia forzata lungo i viali di circonvallazione della città" svolta il 4 aprile 1871.

#### Palmarès

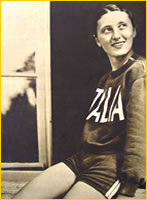
Ondina Valla, "Il sole in un sorriso".

In oltre 140 anni di storia la Virtus è stata una delle principali società italiane di atletica, almeno fino agli anni '60. Nonostante le difficoltà economiche attraversate nel recente passato, la società è ancora presente nel panorama dell'atletica italiana, e non ha mai smesso di fornire atleti alle rappresentative azzurre. Nel suo palmarès sono presenti cinque medaglie olimpiche, due conquistate ai Campionati europei, tre alle Universiadi e due ai Giochi del Mediterraneo, oltre a 10 atleti olimpionici, 1 oro, 1 argento e 3 bronzi ai Mondiali Universitari, 120 titoli individuali ai Campionati italiani Assoluti, 6 titoli tricolori a squadre, 47 atleti azzurri in Nazionale A e un'ottantina di record italiani. La storia dell'atletica virtussina è legata soprattutto a tre nomi: Ondina Valla, Claudia Testoni, Pino Dordoni, tutti e tre membri della Hall of Fame della FIDAL, senza dimenticare Gabriele Salviati, Tullio Gonnelli e Giorgio Oberweger, anch'essi medaglie olimpiche.

#### Anni recenti
Dopo che la FIDAL ha deciso di limitare lo strapotere dei corpi sportivi nel 2008, la Virtus è sempre stata presente nelle prime cinquanta posizioni della graduatoria dei Campionati italiani di società di atletica leggera. Nel 2016, per la prima volta nella sua storia, ha partecipato alla Finale Argento (prime ventiquattro squadre italiane) di tali campionati disputatasi ad Orvieto, mentre nel 2017, in ragione del posizionamento dell'anno precedente, ha disputato la Finale Oro (prime dodici squadre italiane) valida per l'assegnazione dello scudetto, presso Modena, per la prima volta nella sua storia.

### Baseball
La Sezione Baseball della SEF Virtus è regolarmente affiliata alla Federazione Italiana Baseball Softball.
Dopo aver disputato nella sua storia anche alcuni campionati di Serie A2 (baseball) e di Serie B nella seconda parte degli anni novanta, attualmente, oltre a partecipare nelle categorie giovanili con diverse proprie squadre, è presente con la squadra seniores nella Serie C del Campionato italiano di baseball.

### Calcio
Dopo aver dato vita alla sezione calcio nel 1910, partecipando nello stesso anno alla Coppa Emilia e al girone regionale di Terza Categoria, nel primo dopoguerra la Virtus si trovò all'improvviso tra le protagoniste del calcio italiano. Nel 1920, infatti, una delle numerose rappresentative del calcio bolognese di allora, il Gruppo Sportivo Bolognese, ammesso l'anno precedente in Prima Categoria, per sopravvivere nel calcio di alto livello chiese l'affiliazione alla gloriosa polisportiva, entrando a far parte della sezione calcio. La nuova squadra adottò la maglia a scacchi bianchi e neri del G.S. Bolognese. Nel 1922, all'interno della sezione calcio, la Virtus assorbì un'altra squadra cittadina, il "Nazionale Emilia Foot-Ball Club", che giocava in bianco-blu.
La Virtus partecipò a quattro campionati di massima serie, con risultati decorosi, ma al termine della stagione 1923-1924 venne squalificata e, in seguito, definitivamente radiata per un illecito sportivo.
Attualmente esiste una sezione della SEF Virtus che disputa il campionato Provinciale di Seconda Categoria, giocando le partite casalinghe all'impianto del Pilastro.

Anticamente, giocava le sue partite interne sul suo campo sito a Bologna in via Luigi Valeriani 50 (ancora esistente).

#### Cronologia
- 1920 – La Virtus assorbe la società Gruppo Sportivo Bolognese diventando Virtus Gruppo Sportivo Bolognese.[15]
- 1920-21 – 4ª nel girone B emiliano di Prima Categoria.[15]
- 1921-22 – 2ª nel girone finale emiliano di Prima Categoria (campionato FIGC).[15]
- 1922 – La Virtus assorbe il Nazionale Emilia Foot-Ball Club diventando Società Educazione Fisica Virtus Bologna – Sezione Calcio.[15]
- 1922-23 – 7ª nel girone A di Prima Divisione Nord.[15]
- 1923-24 – 12ª nel girone A di Prima Divisione Nord: retrocessa in Seconda Divisione.[15]
- 1924 – Squalificata e successivamente radiata.[15]

#### Colori
- 1910:  S.G.E. Virtus[15]
- 1920-1922:  Virtus G.S. Bolognese[15]
- 1922-1924:  Virtus Bologna[15]

#### Calciatori in nazionale
- Giuseppe Giustacchini (1 presenza)[18]

### Football americano
Nel 1995 nasce la Virtus American Football Team, affiliata alla polisportiva SEF Virtus Bologna, dallo scioglimento dei Warriors Bologna. La compagine disputa per alcune stagioni il campionato di arena football, e la serie A per una sola stagione, nel 2000. Nel 2003 la Virtus AFT riprende il nome di Warriors.

### Ginnastica
La sezione ginnastica della SEF Virtus, è la più anziana delle sezioni della S.E.F., fondata il 17 gennaio del 1871.
Nelle sue file hanno militato le medaglie olimpiche Giuseppe Domenichelli e Adolfo Tunesi.
Con la chiusura, ad ottobre 2013, del Centro Sportivo Sterlino "Giulio Onesti", l'attività della ginnastica è stata sospesa per mancanza di impianti. L'attività stessa riprende però nel corso del 2015 nella cosiddetta "palestrina" in attesa che vada a bando la palestra principale

### Pallacanestro
La disciplina per cui la SEF Virtus è più celebre è sicuramente la pallacanestro. La sezione di questo sport fu fondata tra il 1927 e il 1929 da cinque giovani provenienti dall'atletica leggera. La Virtus pallacanestro diventerà una delle principali società cestistiche italiane, vincendo 17 titoli nazionali e numerosi trofei internazionali.
Dal 2019 la Virtus Pallacanestro schiera anche una squadra femminile, la Virtus femminile, che milita in Serie A1.

### Pallavolo
Assorbendo la squadra delle fonderie Calzoni, dal 1962 la Virtus militò in massima serie anche nella pallavolo. Allenata da Odone Federzoni, vinse due scudetti nel 1965-66 e nel 1966-67; in quest'ultima stagione offrì la miglior prestazione di una squadra nel campionato nazionale, vincendo tutte le ventidue partite e perdendo solamente sei set nell'arco dell'intero torneo.
La Virtus Pallavolo militò in Serie A fino al 1974 quando, per carenza di sponsor, si ritirò dal campionato e abbandonò l'attività.

### Scherma
La sezione di scherma è una delle più antiche della polisportiva, essendo stata fondata nel 1873. Uno degli schermidori bianconeri più celebri fu Giampaolo Calanchini, vincitore di due medaglie olimpiche nella sciabola a squadre negli anni '60.

### Tennis
La sezione tennis della SEF Virtus, inaugurata nel 1925, ha notevolmente contribuito alla popolarità di questo sport nel capoluogo emiliano. Nelle sue file hanno militato campioni del tennis italiano del calibro di Paolo Bertolucci, Omar Camporese, Raffaella Reggi e Tathiana Garbin. Nel suo palmarès figurano 6 Trofei FIT.